# Gert Klingenschmitt
Gert Klingenschmitt (* 30. Dezember 1940 in Coburg; † 17. März 2021) war ein deutscher Sprachwissenschaftler.

## Leben
Nach seinem Abitur 1959 am humanistischen Gymnasium Casimirianum in Coburg begann Gert Klingenschmitt das Studium der Klassischen Philologie und Indogermanistik, ab dem zweiten Semester mit Indogermanistik und Indoiranistik als Hauptfach, an der Universität Erlangen. 1968 wurde er unter Karl Hoffmann an derselben Universität mit der Dissertationsschrift Farhang-i ōīm. Edition und Kommentar promoviert. Im Anschluss wurde er wissenschaftlicher Assistent am Institut für Alte Sprachen der Universität Erlangen. Dort wurde er 1976 mit Die Stammbildung des altarmenischen Verbums und ihre indogermanischen Grundlagen (veröffentlicht 1982 als Das altarmenische Verbum) habilitiert. 1977 erfolgte die Ernennung zum Oberassistenten und 1981 wurde er außerplanmäßiger Professor. Ab 1983 war er Professor für indogermanische Sprachwissenschaft an der Universität Regensburg, bis er 2006 in den Ruhestand trat.
Schwerpunkte seiner vielseitigen Forschungstätigkeit waren unter anderem die Indoiranistik, Slawistik, Baltistik, Albanistik sowie Studien zur Sprachgeschichte des Griechischen, Armenischen, Lateinischen und Keltischen.

## Veröffentlichungen (Auswahl)
- √kr̥d 'harzen' im Indoiranischen. In: Münchener Studien zur Sprachwissenschaft. Band 18, 1965, S. 29–33.
- Die Pahlavi-Version des Avesta. Wiesbaden 1969.
- Das altarmenische Verbum. Wiesbaden 1982 (Habilitationsschrift).
- Die lateinische Nominalflexion. In: Oswald Panagl, Thomas Krisch (Hrsg.): Latein und Indogermanisch. Innsbruck 1992, S. 89–135.
- Das Tocharische in indogermanistischer Sicht. In: Tocharian and Indo-European Studies. Supplementary Series Volume 4. Reykjavík 1994, S. 310–411.
- Das Albanische als Glied der indogermanischen Sprachfamilie. In: Jens Elmegaard Rasmussen (Hrsg.): In honorem Holger Pedersen. Wiesbaden 1994.
- Die Verwandtschaftsverhältnisse der indogermanischen Sprachen. In: Jens Elmegaard Rasmussen (Hrsg.): In honorem Holger Pedersen. Wiesbaden 1994.
- The Albanian Numerals. Mit drei Beiträgen zum Albanischen aus der Perspektive der Indogermanistik (= Albanische Forschungen. Bd. 47). Hrsg. von Bardhyl Demiraj und Stefan Schaffner. Wiesbaden 2022, ISBN 978-3-447-11824-8.

## Festschrift
- Günter Schweiger (Hrsg.): Indogermanica: Festschrift Gert Klingenschmitt; indische, iranische und indogermanische Studien ; dem verehrten Jubilar dargebracht zu seinem fünfundsechzigsten Geburtstag. Taimering 2005, ISBN 978-3-934548-01-5 (Digitalisat).